# Les Insus?
Téléphone (укр. Телефон) — французький рок-гурт, який існував протягом десяти років — з 1976 по 1986 рік, а також з 2015 року донині під назвою Les Insus? 
Їх перший альбом вийшов із назвою Téléphone у 1977 році; протягом десятиліття вони були одними з найуспішніших рок-груп Франції, виступали на розігріві  The Rolling Stones у Парижі, Квебеку, США і Японії. У 1986 році гурт розпався через особисті обставини учасників, а в 2015 році колишні учасники об'єдналися, випустили збірник своїх хітів і знову виступають, зокрема, в 2017 році дадуть два концерти на Стад де Франс.

## Учасники
- Жан-Луї Обер (фр. Jean-Louis Aubert) — вокал, гітара, лірика та музика.
- Луі Бертін'як (фр. Louis Bertignac) — гітара, вокал.
- Річард Колінка (фр. Richard Kolinka) — барабани, перкусія.
- Корін Морінно (фр. Corine Marienneau) — бас-гітара, вокал.

## Дискографія

### Студійні альбоми
- Téléphone (1977)
- Crache Ton Venin (1979)
- Au Cœur De La Nuit (1980)
- Dure Limite (1982)
- Un autre monde (1984)

### Концертні альбоми
- Téléphone Le Live (1986)
- Paris '81 (2000)

### Збірники
- Au cœur de Téléphone (2015)